# .mg
.mg為馬達加斯加國家及地區頂級域（ccTLD）的域名。該域名於1995年7月25日啟用。必須是公司、组织或商标持有人才有資格註冊。該域名的註冊和管理機構由马达加斯加网络信息中心負責。

## 外部連結
- IANA .mg whois information（页面存档备份，存于）
- .mg domain registration website